# Anna Söderblom (näringslivsperson)
För författaren och lärarinnan med samma namn född 1870, se Anna Söderblom
Ekon. dr Anna Söderblom, född 2 november 1963, är docent i företagsekonomi och forskare med fokus på finansiering av startupföretag samt är verksam i svenskt näringsliv. 

## Utbildning
Anna Söderblom avlade universitetsexamen i matematik vid Lunds universitet 1989 samt ekonomexamen vid Stockholms universitet 1997. Söderblom disputerade vid Handelshögskolan i Stockholm 2011 och utsågs till docent där 2024. 

## Yrkesliv
Anna Söderblom har tidigare bland annat arbetat som teknisk supportchef och marknadsdirektör på Microsoft Norden, marknadsdirektör på Posten Brev samt som investment manager på Industrifonden.
Söderblom är verksam som styrelseledamot i svenska företag. Tidigare styrelseuppdrag inkluderar Bredbandsbolaget, Svenska Spel, Bong Ljungdahl, Poolia, Almi samt Cabonline. 
Söderblom är affiliated researcher och lärare vid Department of Management and Organization, Handelshögskolan i Stockholm. 